# 26259 Marzigliano
26259 Marzigliano è un asteroide della fascia principale. Scoperto nel 1998, presenta un'orbita caratterizzata da un semiasse maggiore pari a 2,2549064 UA e da un'eccentricità di 0,0977714, inclinata di 5,50945° rispetto all'eclittica.